# 호덴역
호덴역(일본어: 宝殿駅, ほうでんえき 호우덴에키[*])은 일본 효고현 다카사고시에 위치한 서일본 여객철도의 역이다. 일부는 가코가와시에 걸쳐있다.

## 역 구조

### 승강장
12량 편성에 대응하는 단식 승강장 1면 1선과 섬식 승강장 1면 2선, 총 2면 3선의 지상역이다.
하행 본선은 1번 승강장, 상행 본선은 3번 승강장을 사용하고, 2번 승강장은 상하행 공용 대피선이다. 또 상행 본선의 북쪽에 승강장이 없는 대피선이 하나 더 있어 주로 화물 열차와 회송 열차가 사용한다.
어번 네트워크의 일부로 이코카 및 제휴 IC 카드의 사용이 가능하다.
| 1 | ■ JR 고베 선 (하행) | 히메지·아이오이      |
| 2 | 예비                | 예비                 |
| 3 | ■ JR 고베 선 (상행) | 산노미야·오사카 방면 |

역 승강장의 안내판이나 서일본 여객철도 오데카게 넷의 역 안내 페이지에는 "2번 승강장 - JR 고베 선 상행 (산노미야·오사카 방면)으로 안내되어 있지만 2009년 3월 14일 시간표 개정에 따라 2번 승강장에 정차하는 정기 열차는 없고, 대신 시간표 이상 발생 등 긴급 시에 운전 중단·회차 열차, 단체 열차 등의 임시 열차, 회송 열차, 화물 열차 등이 대피하는 데 사용한다.

## 역사
- 1900년 5월 14일: 산요 철도의 역으로서 고베에서 약 42.3 km 지점에 개업.
- 1906년 12월 1일: 산요 철도의 국유화에 따라 일본국유철도 소속이 되었다.
- 1907년 11월 1일: 현재 부지로 이전.
- 1909년 10월 12일: 노선 명칭 제정으로 산요 본선의 소속이 되었다.
- 1981년: 고가 역사 신축. 동시에 북쪽 출구 개설.
- 1987년 4월 1일: 민영화에 따라 서일본 여객철도의 소속이 된다.
- 2003년 11월 1일: 이코카의 사용이 개시되었다.
- 2008년 11월 8일: 승강 환경 개선의 일환으로 승강장과 개찰구 간의 엘리베이터 개통.
- 2009년 4월 1일: 남북의 역전 광장과 자유 통로의 엘리베이터와 역전 광장의 슬로프 완성.

## 인접정차역
| 서일본 여객철도 산요 본선 | 서일본 여객철도 산요 본선 | 서일본 여객철도 산요 본선 |
| ------------------------- | ------------------------- | ------------------------- |
| 가코가와 마이바라 방면    | ■ JR 고베 선 보통         | 소네 히메지 방면          |